# ميتش براون (متزلج على الثلوج)
ميتش براون (بالإنجليزية: Mitch Brown)‏ هو متزلج على الثلوج نيوزيلندي، ولد في 1987 في دنيدن في نيوزيلندا.

## وصلات خارجية
- ميتش براون على موقع الاتحاد الدولي للتزلج (ركوب لوح الثلج) (الإنجليزية)
- ميتش براون على موقع أوليمبيديا (الإنجليزية)